# Selasphorus heloisa
El colibrí de Eloísa (Selasphorus heloisa)  también conocido como colibrí de Heloise o zumbador mexicano, es una especie de ave apodiforme de la familia Trochilidae —los colibríes— perteneciente al género Selasphorus, anteriormente situada en el género Atthis. Es endémico de México.

## Distribución y hábitat
Se distribuye por las tierras altas de México al norte del Istmo de Tehuantepec. Se encuentra en las dos cordilleras principales de México. Se da en la Sierra Madre Occidental desde el suroeste de Chihuahua y el sureste de Sinaloa hasta el sur de México y el cinturón transvolcánico; y en la Sierra Madre Oriental desde el sur de Tamaulipas hasta el norte de Oaxaca. También se da en la Sierra Madre del Sur en el sur de Guerrero y el sur de Oaxaca.
Habita en bosques de pino-encino húmedos a semihúmedos, bosques siempreverdes, bordes de bosques, matorrales montanos húmedos y claros.

## Descripción
Mide entre 7 y 7,5 cm de longitud, es el pájaro más pequeño encontrado en América del Norte y con un peso de 2,2 g, es una de las aves más pequeñas conocidas en el mundo.

## Sistemática

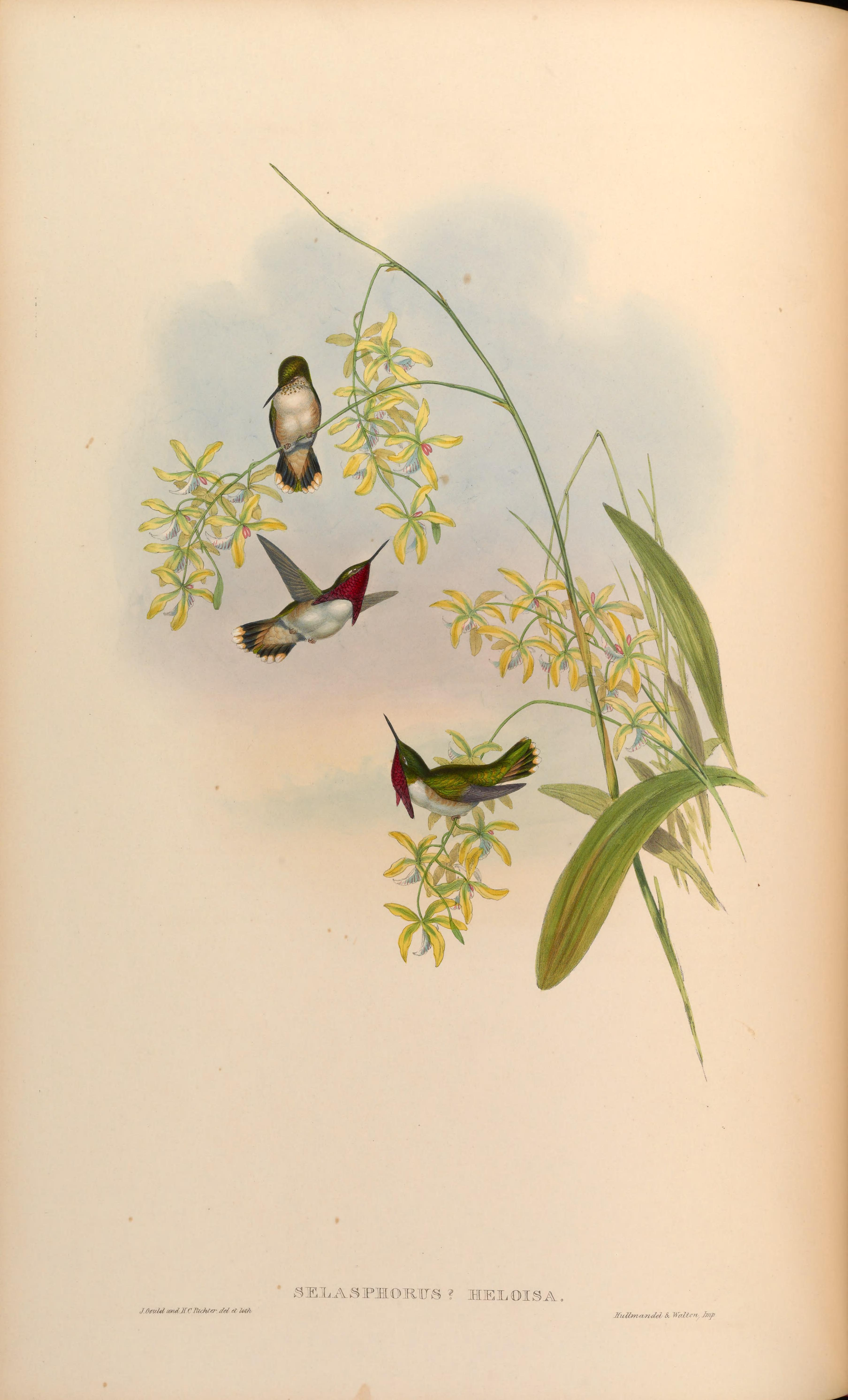
Selasphorus heloisa, ilustración de Gould y Richter en A monograph of the Trochilidae, or family of humming-birds 3, 1861.

### Descripción original
La especie S. heloisa fue descrita por primera vez por los ornitólogos franceses René Primevère Lesson y Adolphe Delattre en 1839 bajo el nombre científico Ornismya heloisa; su localidad tipo es: «Jalapa and Quatepu [= Coatepec] Veracruz».

### Etimología
El nombre genérico masculino «Selasphorus» se compone de las palabras del griego «selas» que significa ‘luz, llama’, y «phoros» que significa ‘que lleva’; y el nombre de la especie «heloisa», probablemente conmemora a Héloïse Joséphine Boucard (1811-1893) esposa de Adolphe Delattre.

### Taxonomía
Está estrechamente emparentado con Selasphorus ellioti y muchos autores las han considerado anteriormente como conespecíficas.
La presente especie, junto a Selasphorus ellioti estuvieron anteriormente situadas en el género Atthis pero fueron transferidas a Selasphorus como resultado de estudios genético-moleculares realizados en 2014 y 2017, que demostraron que Atthis estaba embutida dentro de Selasphorus.

### Subespecies
Según las clasificaciones del Congreso Ornitológico Internacional (IOC) y Clements Checklist/eBird  se reconocen xxx  subespecies, con su correspondiente distribución geográfica:
- Selasphorus heloisa heloisa (Lesson & Delattre), 1839 – tierras altas del noreste, centro y sur de México (centro de Tamaulipas a Guerrero y Oaxaca).
- Selasphorus heloisa margarethae (Moore), 1937 –  tierras altas del noroeste y oeste de México (sureste de Sinaloa y suroeste de Chihuahua a Jalisco).